# Югославия на «Евровидении-1988»
Югославия принимала участие в тридцать третьем выпуске телевизионного конкурса Евровидение-1988, который состоялся 30 апреля в Дублине, Ирландия. Страну представляла поп-рок группа из Хорватии Srebrna Krila с песней Mangup ("Негодяй"), написанной Райко Дуймичем и Стево Цвикичем. Дуймич и Цвикич были авторами предыдущей югославской заявки Ja sam za ples, исполненной другой хорватской поп-рок-группой Novi fosili, участником которой являлся Дуймич. По итогам голосования Югославия заняла шестое место из 21, заработав 87 баллов. Таким образом, Mangup стала предшественницей югославской победной заявки на Евровидение-1989 Rock Me в исполнении группы Riva. Конкурс был показан JRT на каналах TVB 1 с комментариями Младена Поповича на сербохорватском языке, TVZ 1 с комментариями Оливера Млакара на сербохорватском языке и TVL 1 с комментариями Слободана Калопера на словенском языке. Глашатаем от Югославии была словенская телеведущая Миша Молк.

## До «Евровидения»

### Југовизија 1988
Югославский традиционный национальный финал Југовизија был организован Югославским телевидением для выбора артиста и песни, представляемых страну на Евровидение. Он состоялся 12 марта 1988 года в Цанкар-холле в Любляне. Ведущими были Миша Молк и Богдан Барович. Первоначально, как и в предыдущие годы, должно было быть представлено шестнадцать песен. Однако Ясна Госпич, которая должна была исполнить песню Noć u suzama, попала в больницу и количество песен уменьшилось до пятнадцати. Победитель определялся путём голосования 24 членов жюри, разделённых по республиканским и автономным телестудиям JRT по три человека от каждой телестудии. Новая система голосования, введённая в 1987 году, позволила жюри от каждой телестудии голосовать за свои собственные записи. Большинство из них воспользовались этой возможностью, как и в последующие годы. Каждый член жюри мог проголосовать только за 5 песен.
| Порядковый номер | Исполнитель                   | Название песни          | Телестудия  | Очки | Место |
| ---------------- | ----------------------------- | ----------------------- | ----------- | ---- | ----- |
| 1                | Мони Ковачич, Симона и Урша   | Lahko je reči ljubim te | TV Любляна  | 7    | 13    |
| 2                | Майя Оджаклиевска и Гу-Гу     | Те љубам лудо           | TV Скопье   | 42   | 5     |
| 3                | Зерина Цокойа и Нарцис Вучина | Voljeću te              | TV Сараево  | 21   | 8     |
| 4                | Эдмонд Ислами                 | Kaltrina                | TV Приштина | 10   | 11    |
| 5                | Арнела Конакович              | Slatki snovi            | TV Сараево  | 12   | 10    |
| 6                | Мито Зоранич                  | То мора да је љубав     | TV Титоград | 4    | 14    |
| 7                | Мета Мочник                   | Še in še                | TV Любляна  | 10   | 11    |
| 8                | Сунчеве пеге                  | Заборави све            | TV Нови-Сад | 39   | 6     |
| 9                | Оливер Драгоевич              | Dženi                   | TV Загреб   | 51   | 2     |
| 10               | Ален Славица                  | Сузан                   | TV Белград  | 4    | 14    |
| 11               | Мери Цетинич                  | Не судите ми ноћас      | TV Нови-Сад | 15   | 9     |
| 12               | Бэби Дол                      | Затвори мама прозоре    | TV Белград  | 49   | 3     |
| 13               | Srebrna krila                 | Mangup                  | TV Загреб   | 87   | 1     |
| 14               | Moulin Rouge                  | Johnny je moj           | TV Любляна  | 43   | 4     |
| 15               | Group 777                     | Tiha noć                | TV Загреб   | 38   | 7     |

## На «Евровидении»
В Дублине группа Srebrna krila выступали под номером 21, после Португалии, закрыв, тем самым, конкурсную программу. Во время представления на телевидении название группы отобразили на английском языке как Silver Wings. По итогам голосования они заняли шестое место из 21, заработав 87 баллов, включая максимальные 12 баллов от Дании, Исландии и Израиля. 
Югославия дала решающие голоса в конкурсе: она была последней страной, которая голосовала, и в тот момент Соединенное Королевство опережало Швейцарию на пять очков в верхней части таблицы. Югославия начала присуждать свои очки и отдала 6 очков Швейцарии, выведя ее на одно очко впереди Великобритании. После более ранних сильных голосов большинства стран в пользу Великобритании, казалось весьма вероятным, что Великобритания получит один из самых высоких оставшихся наборов очков. Однако, когда Югославия объявила свои семь, восемь, десять и двенадцать очков, выяснилось, что она вообще не присудила Великобритании ни одного очка, поскольку югославское жюри присудило свои 12 очков Франции, и Швейцария осталась с преимуществом в одно очко, чтобы насладиться драматическим триумфом.
Югославия, будучи последним жюри, объявившим свои голоса, спровоцировала похожую ситуацию, когда после их голосования Великобритания проиграла Испании с разницей в 1 очко в конкурсе 1968 года.

### Голосование
| Очки      | Страна                       |
| --------- | ---------------------------- |
| 12 баллов | - Дания - Израиль - Исландия |
| 10 баллов |                              |
| 8 баллов  | - Великобритания             |
| 7 баллов  | - Люксембург - Турция        |
| 6 баллов  | - Италия - Швеция            |
| 5 баллов  |                              |
| 4 балла   | - Австрия - Греция           |
| 3 балла   | - Ирландия - Франция         |
| 2 балла   | - Швейцария                  |
| 1 балл    | - Финляндия                  |

| Очки      | Страна     |
| --------- | ---------- |
| 12 баллов | Франция    |
| 10 баллов | Норвегия   |
| 8 баллов  | Германия   |
| 7 баллов  | Нидерланды |
| 6 баллов  | Швейцария  |
| 5 баллов  | Италия     |
| 4 балла   | Испания    |
| 3 балла   | Люксембург |
| 2 балла   | Ирландия   |
| 1 балл    | Израиль    |